# Not It
«Not It» (укр. «Не Воно») — п'ята серія тридцять четвертого сезону мультсеріалу «Сімпсони», прем'єра якої відбулась 23 жовтня 2022 року у США на телеканалі «Fox».

## Сюжет
27 років тому у Кінґфілді малий Барні Гамбл грається з паперовим корабликом у канаві в дощовий день. Коли човен потрапляє в каналізацію, Барні намагається витягнути його, але знаходить клоуна Красто. Красто тягне Барні в каналізацію і вбиває хлопчика…
Через деякий час Гомер розклеює плакати про зниклого Барні ― не першу зниклу дитину в Кінґфілді. На нього нападають місцеві хулігани. Гомер бачить у кущах Красто, який спостерігає за знущаннями. Гомер стрибає вниз з пагорба, а хулігани слідом. Коли вони підходять до річки на дні, група дітей приходить на допомогу Гомеру та відганяє хуліганів, а Мардж б'є одного з них в обличчя бейсбольним м'ячем. Банда (малі Мо, Джефф Альбертсон, Карл і Мардж) представляється як «банда невдах» і веде Гомера до свого клубу. Біля клубу малий Джефф Альбертсон попереджає Гомера триматися подалі від Мардж, оскільки вона ― його.
Гомер розповідає іншим дітям, що бачив Красто. Потім банда розповідає свої історії про те, як вони також бачили Красто. Вони вирішують, що мають зупинити клоуна, тому йдуть до архіву клоунів Кінґфілда, щоб провести дослідження та знайти, звідки взявся клоун-вбивця. Під час пошуків Гомер пише вірш про кохання для Мардж. Мардж і Гомер з'ясовують, що Красто мав кілька шоу протягом багатьох років, і в жодному з них він не був смішним. Згодом Красто почав вбивати дітей у Кінґфілді кожні 27 років.
Коли Мардж і Гомер показують кліп із шоу Красто, той виходить із телевізора і намагається вбити Джеффа. Гомер вбиває Крусто садовими ножицями, а Мардж вимикає телевізор, тимчасово перемагаючи Красто. Банда озброюється, щоб піти на «14 канал», щоб перемогти клоуна-вбивцю. Тим часом Джефф знаходить любовний вірш Гомера.
На «14 каналі» Невдахи атакують Красто, але безрезультативно. Коли Красто починає вихвалятися, що він непереможний, він послизнувся на кульках травмується. Усі діти сміються з цього, що дивує Красто, оскільки це вперше, коли діти справді сміялися з нього. Красто продовжує завдавати собі шкоди для сміху, доки Мардж не дає йому з'їсти вишневих бомбочок. Клоун їсть їх, вибухає, і сповзає у каналізацію. Пізніше банда укладає угоду повернутися, якщо Красто знову з'явиться. Мардж починає зустрічатися з Джеффом після того, як він заявляє, що це він написав для неї любовного вірша…
27 років потому нових хуліганів Кінґфілда вбиває Красто. Коли ця історія лунає в новинах, Гомер, місцевий бармен, розуміє, що Красто повернувся до міста. Він пам'ятає про угоду і закликає колишніх Невдах повернутися, щоб знову перемогти Красто. Виявляється, що Мардж і продавець коміксів Джефф одружились, у них також двоє дітей, Берт і Ліззі. Джефф відмовився йти і закликав дружину забути про дитячі #и. Однак, Мардж іде сама.
У таверні Гомера Невдахи возз'єднується і намагається розробити план перемогти Красто раз і назавжди. Несподівано з'являється Джефф з дітьми, щоб повернути Мардж додому. Мардж каже дітям чекати в машині, поки вона з батьком сперечається. Однак, всім на телефони Красто повідомляє про викрадення Берта і Ліззі. Всі Невдахи вирішують повернутися на «14 канал», щоб врятувати дітей і перемогти клоуна.
Зустрівшись і клоуном знову дорослі говорять, що подолали свої дитячі страхи. Однак Красто відкриває, що у дорослих є щось смачніше за страхи, ― тривоги. Однією з них для Джеффа є правда про вірш 27 років тому.
Тим часом Берт і Ліззі усвідомлюють, що клоун стає сильнішим від сміху його дітей-привидів від таблички «Сміх». Гомер дає Мардж камінь, щоб кинути в знак, але Красто намагається її з'їсти її раніше. Продавець коміксів стрибає на шляху, і його сильно кусає Красто, але Мардж таки вдається кинути камінь і знищити табличку. Усі діти відправляються на небеса, а клоун втрачає всю свою силу і гине. Мардж дивиться на свого вмираючого чоловіка і каже йому, що навіть після самопожертви не може пробачити йому брехню протягом усіх років, які вони прожили разом, що робить Гомера щасливим. Згодом всі Невдахи їдуть вулицею на велосипедах, а Гомер розмірковує про дорослішання.
У фінальній сцені на своєму НЛО Канг і Кодос розуміють, що їхній план світового панування за участі Красто провалився. Вони переглядають інші книги Стівена Кінга, які можна використати і обирають «Томмінокерів»…

## Виробництво
За словами сценариста серії Сезара Мезаріегоса, через те назва роману «Воно» коротка, для команди була надскладно вигадати назву серії, яка б обігрувала її.
Спочатку, коли діти вперше ішли до «14 канал» у коридорі мав вискочити хуліган Чалмерс. Мезаріегос говорив: «Його мав вбити Красто прийнявши форми мучителів, які зробили Ґері хуліганом: підлої черниці із сиротинця, злого вітчима, або ж горили, що втекла із зоопарку і вбила його батьків. Однак, на жаль, не було часу».
Коли на Красто падав унітаз маі звучати звук справжнього зливання, але Метт Ґрюйнінґ відмовив від цього.
У вирізаній сцені мав брати участь сам Стівен Кінг. Він би озвучив моторошного трунаря, якого дорослий Гомер зустрів би на кладовищі Кінґфілда. Однак, автор відмовився.
Таверну, в якій мав працювати Гомер, спершу хотіли назвати «таверною Го» (англ. «Ho'e Tavern»). Однак, за словами сценариста, це звучало б дивно, тож заклад назвали «Таверна Д'оу».
За словами Мазаріегоса, Метта Селмана здивувало, що за більш, ніж 30 років, Сімпсони жодного разу не мінялися особистостями.
У фінальній сцені, коли банда їде велосипедами і думає, що все гаразд «камера віддалилася б і було видно, що ІМЛА розповсюджується містом, КЕРРІ виривається зі школи, авто КРІСТІНУ тощо. Однак, це було б великим навантаженням на зап'ястки аніматорів».
З 29 вересня до 9 жовтня 2022 року проходив конкурс, який дозволяв глядачам у США надіслати моторошний фан-арт Красті. Роботи 20 переможців були представлені у фінальних титрах епізоду.

## Культурні відсилання та цікаві факти
- Сюжет серії ― пародія на роман і фільми «Воно»[10].
- У хулігана Деві Ларго футболка з ім'ям диригента Джона Філіпа Сузи, у стилі рок[11].
- В альтернативному майбутньому Металічний Мо виконує пісню «Rock You Like a Hurricane» гурту «Scorpions»[12]
- Коли дорослий Гомер обдзвонює Невдах у його кімнаті на стінах висить постер «Cypress Hill»[13].
  - В альтернативному майбутньому на картині з човном човен тоне[14].

## Ставлення критиків і глядачів
Під час прем'єри серію переглянули 3,63 млн осіб, з рейтингом 1.1, що зробило її найпопулярнішим шоу на каналі «Fox» тієї ночі.
Тоні Сокол з «Den of Geek» дав серії чотири з п'яти зірок, сказавши, що серія «часом досить страшна, і кожен кадр несе в собі як гострі відчуття, так і розливи… Пародія найкраще працює через деталі, а деякі репліки є індивідуально істеричними».
Метью Свінґовскі із сайту «Bubbleblabber» оцінив серію на 7,5/10, сказавши:
|  | Це не була особливо кумедна серія, але це була сильна та захоплююча історія, піднесена добре написаним пародійним сценарієм. Було також дуже цікаво спостерігати за альтернативними життями цих знайомих персонажів, але стиль життя Гомера, «незайманий невдаха», був яскравим… Епізоду, можливо, не вистачало постійного потоку сміху, але все одно аудиторія повинна почуватися захопленою. |

Згідно з голосуванням на сайті The NoHomers Club більшість фанатів оцінили серію на 4/5 із середньою оцінкою 3,89/5.